# Chumphon
Chumphon (in thailandese ชุมพร) è una città minore (thesaban mueang) della Thailandia di 33 654 abitanti (2019). Il territorio comunale occupa per intero il Sottodistretto Tha Taphao e parte di quelli di Bang Mak, Wang Phai, Na Thung, Tak Daet e Khun Krathing, facenti parte del Distretto di Mueang Chumphon, che è capoluogo della Provincia di Chumphon, nel gruppo regionale della Thailandia del Sud.

## Geografia fisica

### Territorio
La città si affaccia sul Golfo di Thailandia, sulla costa orientale della Penisola malese in corrispondenza dell'istmo di Kra, che è la parte più stretta dell'intera penisola. È attraversata dal fiume Tha Thapao e altri corsi d'acqua minori. Ad ovest vi sono le prime alture dei monti del Tenasserim, spina dorsale della penisola. La capitale Bangkok è 463 chilometri a nord di Chumphon. La città è considerata la porta d'ingresso al sud della Thailandia. La Strada Statale Phetkasem, che unisce Bangkok alla Malesia, si allontana dalla costa orientale alla periferia occidentale di Chumphon, attraversa l'istmo fino a Ranong e continua verso sud lungo il litorale del Mare delle Andamane.

### Clima
La temperatura media mensile massima è di 28,7° ad aprile, durante la stagione secca, con un picco di 38,8° registrato sempre ad aprile, mentre la media mensile minima è di 25,3° a gennaio, nella stagione fresca, con un picco di 13° a novembre e dicembre. La media massima mensile delle precipitazioni piovose è di 287,9 mm in novembre, nella stagione delle piogge, con un picco giornaliero di 210,8 mm in novembre. La media minima mensile è di 44,7 mm in febbraio. La stagione fresca va da dicembre a febbraio, quella secca da febbraio ad aprile e quella delle piogge da maggio a novembre.

## Storia
Scritti di mitologia conservati nel Museo Nazionale di Bangkok riportano che nel 555 Chumphon era una delle 12 città tributarie di Tambralinga, città-Stato che probabilmente corrisponde all'odierna Nakhon Si Thammarat. Per molto tempo fu la città alla frontiera nord del Regno di Nakhon Si Thammarat. La Legge dei tre emblemi emanata dal re di Ayutthaya Trailokanat nel 1454 riporta che Chumphon era una città di terzo livello ed era ai confini meridionali del regno. Nel 1916, durante il regno di Rama VI, Chumphon fu inglobata nel Monthon (divisione amministrativa siamese di quel tempo) di Surat Thani.
La mattina dell'8 dicembre 1941, due navi da guerra giapponesi sbarcarono a Chumphon un battaglione e un reggimento di Fanteria dell'Esercito Imperiale Giapponese. Fu uno dei primi punti di incontro con le forze armate locali nell'invasione giapponese della Thailandia. Negli scontri a fuoco successivi, che ebbero fine nel pomeriggio con il cessate il fuoco concordato dai due governi, persero la vita alcuni thailandesi.

## Economia
L'economia nella zona di Chumphon si basa sulla pesca e sull'agricoltura. Il principale mercato per il pesce e i frutti di mare freschi si trova vicino al delta del fiume Chumphon. Pesci e frutti di mare della zona hanno un buon mercato anche lavorati e confezionati, in particolare la pasta di gamberetti, salsa di pesce, calamari secchi e pesce salato. Tra i più importanti prodotti dell'agricoltura vi sono durian, rambutan, Lansium parasiticum, mangostano, ananas, noce di cocco e soprattutto la dolce e fine banana Lady finger. Particolarmente apprezzati ed esportati sono i nidi di rondine e il caffè di Chumphon.
Malgrado i 200 chilometri di coste della provincia, il turismo non è molto sviluppato e si può quindi godere di pace nelle diverse spiagge e nelle isole della zona come Koh Ngam, Koh Lang Ka Jew.

## Infrastrutture e trasporti
Chumphon è il punto di partenza (insieme a Surat Thani più a sud) per i traghetti e gli aliscafi diretti alle isole di Ko Tao, Ko Samui e Ko Phangan, destinazioni turistiche di primaria importanza. Alla stazione ferroviaria locale, che si trova in centro città, si fermano i treni della linea meridionale della Ferrovia di Stato della Thailandia. La stazione degli autobus è situata lungo la strada statale; vi partono gli autobus per il sud e per il nord ed è importante per i collegamenti con la costa occidentale thailandese del mare delle Andamane. Altri collegamenti extraurbani sono garantiti da minivan. L'aeroporto di Chumphon si trova 30 chilometri a nord della città.